# Love? (sång)
Love? är en låt framförd av den irländska syskonduon Donna & Joe. Låten var Irlands bidrag i Eurovision Song Contest 2005 i Kiev i Ukraina. Låten är skriven av Karl Broderick.
Bidraget framfördes i semifinalen den 19 maj och fick 53 poäng vilket gav en fjortonde plats, inte tillräckligt för att gå vidare till finalen. 
Det var första gången som Irland deltog i en semifinal och därmed även första gången som man inte tog sig vidare till final från en. Det var tredje gången sedan landets debut 1965 som man inte deltog i en final då man inte deltagit alls i ESC åren 1983 och 2002.